# 行政管理局
行政管理局（ぎょうせいかんりきょく、英語: Administrative Management Bureau）は、総務省の内部部局の一つ。行政改革の推進、独立行政法人・特殊法人の新設・改廃の審査などを行う。

## 沿革
- 1984年（昭和59年）7月1日：総務庁の設置に伴い、行政管理庁から移管。
- 2001年（平成13年）1月6日：総務省の設置に伴い、総務庁から移管。
- 2007年（平成19年）4月1日：行政情報システム企画課研修企画官を廃止、情報システム企画官の定員を2人に。
- 2014年（平成26年）5月30日：内閣人事局の設置に伴い、これまで行ってきた行政機関の機構・定員管理に関する事務を、内閣人事局に移管。
- 2018年（平成30年）2月：平成29年度人事院総裁賞を受賞[2][3]。
- 2021年（令和3年）9月1日：デジタル庁の設置に伴い、これまで行ってきた行政機関が共用する情報システムの整備及び管理等の行政の情報化の推進に関する事務をデジタル庁に移管。

## 職務
主な職務は下記の通りである。
- 行政制度一般に関する基本的事項の企画及び立案に関すること。
- 行政機関の運営に関する企画及び立案並びに調整に関すること。
- 公共サービス改革基本方針の策定に関すること。
- 行政機関の保有する個人情報の保護に関する法律（平成十五年法律第五十八号）の規定により総務大臣の権限に属させられた事務に関すること。
- 独立行政法人（国立大学法人、大学共同利用機関法人及び日本司法支援センターを含む。以下同じ。）に関する共通的な制度の企画及び立案に関すること。
- 独立行政法人の新設、目的の変更その他当該独立行政法人に係る個別法（独立行政法人通則法（平成十一年法律第百三号）第一条第一項 に規定する個別法をいう。）、国立大学法人法（平成十五年法律第百十二号）及び総合法律支援法（平成十六年法律第七十四号）の定める制度の改正並びに廃止に関する審査を行うこと。
- 法律により直接に設立される法人又は特別の法律により特別の設立行為をもって設立すべきものとされる法人（独立行政法人を除く。）の新設、目的の変更その他当該法律の定める制度の改正及び廃止に関する審査を行うこと。
- 独立行政法人等の保有する情報の公開に関する法律（平成十三年法律第百四十号）の施行に関すること。
- 独立行政法人等の保有する個人情報の保護に関する法律（平成十五年法律第五十九号）の施行に関すること。

## 組織
- 局長
- 業務改革特別研究官
- 企画調整課
  - 企画官
- 調査法制課
  - 法制管理室
  - 調査官
- 管理官（8人）
  - 管理官のうち【独法制度総括・特殊法人総括（旧定員・独法・特法総括）】の担当は前身の行政管理庁時代の1969年より[5]財務省の出向者が務めている。このポストは国家行政組織法、総定員法などに基づき国家公務員の定員や編成管理、独立行政法人などを所掌しており、定員については内閣人事局に移行されたものの、権限が大きい役職である[6]。